# Julija Svyrydenko
Julija Anatoliïvna Svyrydenko (in ucraino Юлія Анатоліївна Свириденко?; Černihiv, 25 dicembre 1985) è una politica ucraina, Prima ministra dell'Ucraina dal 17 luglio 2025.
In precedenza, è altresì stata Prima Vice prima ministra e Ministra dell'economia dal 4 novembre 2021 al 17 luglio 2025.

## Biografia
Nata a Černihiv, si è laureata nel 2008 presso l'Università nazionale del commercio ed economia di Kiev in management antimonopolio.
Nel maggio 2015 è divenuta consigliera del governatore dell'Oblast' di Černihiv Valerij Kulič e poi dal successivo agosto è divenuta capo del Dipartimento dello sviluppo economico. A partire da settembre 2017 è tra i vicegovernatori dell'oblast' e poi dal 14 marzo 2018 è la prima in linea di successione, ricoprendo ad interim il ruolo di governatrice della regione dal 30 luglio al 28 novembre 2018.
Viceministra dello sviluppo economico, del commercio e dell'agricoltura dal 29 settembre 2019 al 22 luglio 2020 è stata poi nominata dal Presidente Volodymyr Zelens'kyj come vicecapo dell'Ufficio presidenziale. Zelens'kyj l'ha poi nominata il 26 febbraio 2021 come delegata nel Gruppo di contatto trilaterale sull'Ucraina riguardante la risoluzione della guerra del Donbass.
Il 3 novembre successivo il partito Servitore del Popolo la propone per la carica di Ministra dell'economia, ricevendo il voto di fiducia da parte di 256 parlamentari. In seguito alla sua nomina ha sostenuto che il governo dovrebbe stimolare quattro settori economici: ingegneria meccanica, efficientamento energetico, industria tecnologica ed edilizia; inoltre ha sostenuto che il Paese potrebbe riesumare il settore della cantieristica navale e che per l'industria agraria sarebbe stato necessario ridurre le tasse per le compagnie impegnate nell'allevamento ed implementare un programma per l'irrigazione.
Il 15 luglio 2025, è stata nominata capo del governo dal Presidente Volodymyr Zelens'kyj nell’ambito di un più grande rimpasto generale, entrando contestualmente in carica con pieni poteri, dopo il voto di fiducia della Verchovna Rada, il successivo 17 luglio.